# Siwoszewo
Siwoszewo (deutsch Schiffus) ist eine verwaiste Ortsstelle in der polnischen Woiwodschaft Ermland-Masuren und liegt im Gebiet der Landgemeinde Barciany (Barten) im Powiat Kętrzyński (Kreis Rastenburg).

## Geographische Lage
Die Ortsstelle Siwoszewo liegt unmittelbar an der polnisch-russischen Staatsgrenze in der nördlichen Mitte der Woiwodschaft Ermland-Masuren, neun Kilometer südöstlich der früheren Kreisstadt Gerdauen (heute russisch Schelesnodoroschny) bzw. 27 Kilometer nördlich der heutigen Kreismetropole Kętrzyn (deutsch Rastenburg).

## Geschichte
Schyffys wurde im Jahre 1406 gegründet und wurde um 1785 Schiffuß genannt. Die Landgemeinde Schiffus kam 1874 zum Amtsbezirk Wandlacken (russisch Swerewo) im ostpreußischen Kreis Gerdauen, der 1930 im Amtsbezirk Altendorf (russisch Wischnjowoje) aufging.
Im Jahre 1910 zählte Schiffus 223 Einwohner, 1933 waren es 288 und 1939 noch 249.
In Kriegsfolge kam Schiffus 1945 mit dem gesamten südlichen Ostpreußen zu Polen, nur wenige hundert Meter von der Grenze entfernt, die das nördliche Ostpreußen an Russland überstellt hat. Der Ort erhielt die polnische Namensform „Siwoszewo“, wurde aber gerade wegen der Lage im Grenzgebiet so gut wie gar nicht besiedelt. Als „Opuszczona osada“ (deutsch Verlassene Siedlung) ist die Ortsstelle heute sogar menschenleer und ohne ein Gebäude.

## Kirche
Bis 1945 war Schiffus in die evangelische Kirche Assaunen (heute polnisch Asuny) in der Kirchenprovinz Ostpreußen der Kirche der Altpreußischen Union sowie in die römisch-katholische Kirche St. Bruno in Insterburg (heute russisch Tschernjachowsk) im Bistum Ermland eingepfarrt.

## Verkehr
Aufgrund ihrer Grenzlage ist die Ortsstelle von Siwoszewo nicht mehr auf einem direkten Weg erreichbar. Nur wenige hundert Meter nördlich verläuft die russische Fernstraße 27A-083 (ex A 196, frühere deutsche Reichsstraße 131), ist jedoch mangels eines Grenzübergangs nicht zu erreichen. Eine Anbindung an den Bahnverkehr existiert auch nicht.